# محل الشيخ (العدين)

تعديل مصدري - تعديل

محل الشيخ محلة تابعة لقرية المحقري، التابعة لعزلة قداس بمديرية العدين إحدى مديريات محافظة إب في الجمهورية اليمنية.، بلغ تعداد سكانها 52 حسب تعداد اليمن لعام 2004.